# Castillo San Felipe de Barajas
El Castillo de San Felipe de Barajas es una fortificación localizada en Cartagena de Indias, Colombia. Su nombre real es Fuerte de San Felipe de Barajas. Está situado en a cima del cerro San Lázaro; fue construido en 1536 y ampliado en 1639 y 1657 durante  la época virreinal española. Sufrió constantes asedios por parte de ingleses y franceses, el comandante francés Barón de Pointis lo tomó a mediados de 1697.
En 1984, la Unesco incluyó el centro histórico de Cartagena de Indias, el conjunto de sus fortificaciones y el castillo de San Felipe de Barajas en la lista de Patrimonio de la Humanidad. También forma parte del patrimonio histórico y cultural de Colombia, según el Ministerio de las Culturas, las Artes y los Saberes.
A lo largo de toda su historia, la fortificación militar ha sufrido varias remodelaciones y restauraciones con el fin de evitar su deterioro y conservarlo. Es uno de los mayores atractivos turísticos de Cartagena y es lugar de importantes eventos y reuniones sociales. El 14 de abril de 2012, el castillo fue el escenario principal de la cena de bienvenida en la celebración de la VI Cumbre de las Américas.

## Historia

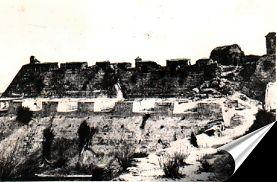
Fotografía del castillo tomada a comienzos del.

La construcción del castillo de San Felipe de Barajas inició en 1536 por militares españoles y esclavos africanos. Fue erigido con materiales propios de la época, como el cemento y la roca, y su ubicación geográfica (colina de San Lázaro) obedecía a una estrategia militar, debido a la elevación del terreno (cuarenta metros sobre el nivel del mar). Gracias a esta altura, se divisaba cualquier movimiento del enemigo y, en consecuencia, se maximizaba el tiempo de reacción ante cualquier intento de invasión. La edificación del fortín supuso la protección de Cartagena de Indias contra los ataques de los franceses comandados por De Pointis en 1697 y de los ingleses liderados por Edward Vernon. En 1741, al jefe inglés se le encomendó la misión de atacar y destruir la ciudad acompañado de una tropa que excedía los 27 000 soldados, junto con 186 buques y 2000 cañones, mientras que el militar español Blas de Lezo (protector de la ciudad) se defendió solo con 3600 hombres y seis buques.
A pesar de la desventaja militar, el comandante español logró someter y juzgar a Vernon y a todas sus tropas. Luego de la confrontación, Vernon se alejó del sitio y exclamó contra Lezo: «God damn you, Lezo! (¡Que Dios te maldiga, Lezo!)», mientras que este le replicó: «Para venir a Cartagena es necesario que el rey de Inglaterra construya otra escuadra mayor, porque esta solo ha quedado para conducir carbón de Irlanda a Londres».

## El castillo

### Infraestructura

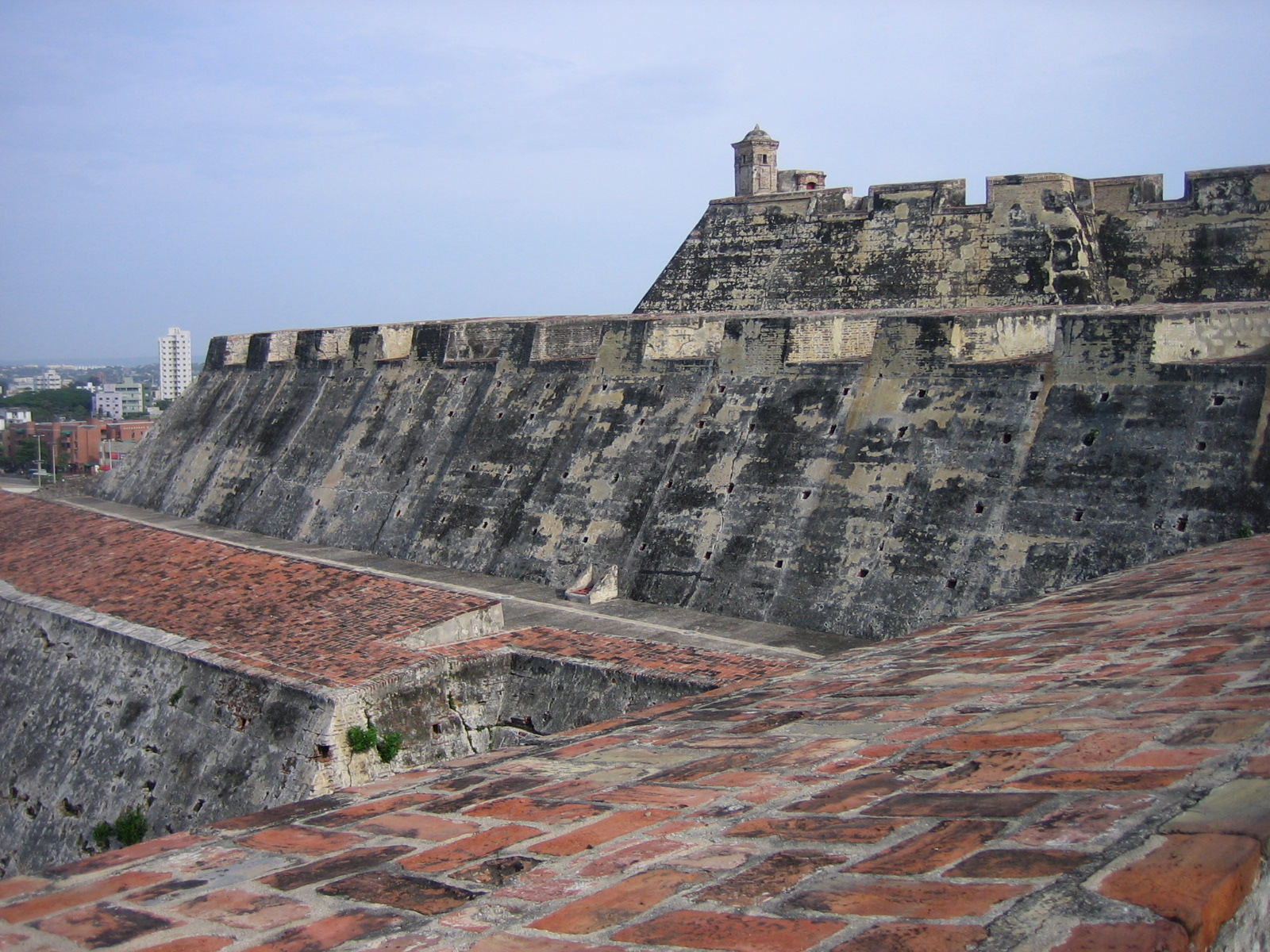
Vista interior.

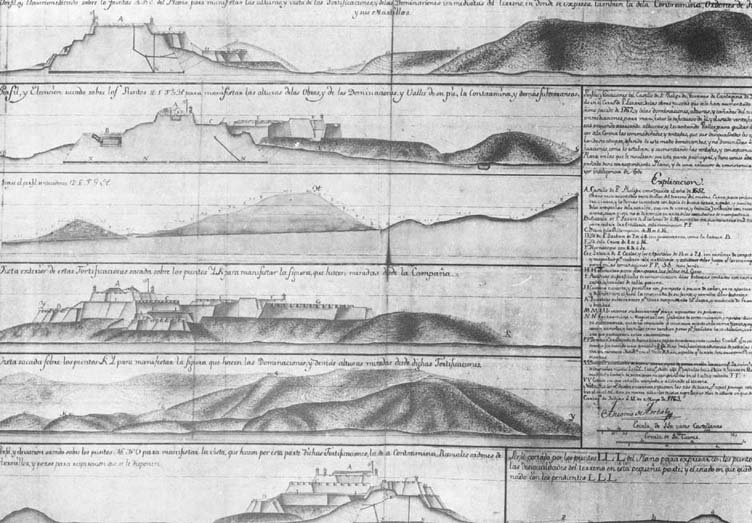
Perfiles del cerro y castillo de San Felipe de Barajas, por Antonio de Arévalo, 1763.

El castillo de San Felipe de Barajas fue construido por los españoles como un fortín inexpugnable, símbolo de poder y supremacía. El entonces gobernador de Cartagena, Francisco de Murga, fue el responsable de adquirir los fondos necesarios para la edificación del castillo, por lo que en 1656 se iniciaron las obras. Pedro Zapata de Mendoza, gobernador del territorio en aquella época, estuvo al frente de la construcción, mientras que al ingeniero Ricardo Carr le fue encargada la elaboración de los planos. Durante el levantamiento se instalaron ocho cañones y cuatro artilleros como mecanismos de defensa; el fortín también estaba custodiado por veinte soldados. Sin embargo, la fortaleza sufrió varios desperfectos luego de que en 1697 fuese atacada por el barón De Pointis. Con el transcurrir del tiempo, la enorme estructura fue objetivo de múltiples remodelaciones. Además de los ocho cañones originales, se instalaron otras cincuenta y cinco piezas para completar un máximo de sesenta y tres cañones, todos acondicionados con su propio cuerpo de artilleros, luego de que el militar Antonio de Arévalo emprendiera las labores a mediados de 1762. Según una leyenda, en varias partes del castillo se utilizó sangre proveniente de animales y personas, el líquido viscoso servía para labores propias de la construcción, un hecho que después fue constatado por varios profesionales de la ingeniería. La construcción del fortín militar obedeció en gran parte a una estrategia militar, no solo por el posicionamiento estratégico, sino también por la mayoría de métodos defensivos utilizados en aquella época. Las paredes exteriores que conforman y rodean la enorme estructura de piedra se edificaron de manera oblicua con el objetivo de contrarrestar los ataques de los adversarios. Debido a su imponente estructura y la forma geométrica en que fue edificado, se considera una de las más grandes obras construidas en América.
La edificación tuvo un costo aproximado de 13 235 pesos de oro y la culminación de las obras se dio en 1798, después de un arduo trabajo que duró más de tres décadas. La fortaleza se encuentra localizada en el cerro de San Lázaro, nombre con el que se la conocía anteriormente. A diferencia de otras edificaciones del país, el castillo es el único monumento de Colombia declarado Patrimonio de la Humanidad por la Unesco, debido a su imponente y completa arquitectura colonial. Aunque fue construido hace mucho tiempo, todavía se conservan las baterías, las garitas, el aljibe, las residencias y los túneles subterráneos que fueron utilizados como resguardo. En la parte subterránea también se encuentran unos cuartos especiales donde se puede albergar a más de trescientas personas. Se construyeron por lo menos siete baterías: San Lázaro, Santa Bárbara, la Redención, San Carlos, los Apóstoles, la Cruz y el Hornabeque, todas distribuidas estratégicamente. El fortín presenta una arquitectura clásica de la época militar española, donde se encuentran gran cantidad de plazuelas localizadas en varias partes del castillo y varias garitas que muestran un estilo renacentista. Las paredes son altas y extensas, se evidencian también gran cantidad de corredores y de sitios edificados estratégicamente como resguardos y túneles de más de 600 metros de longitud.

### Entorno

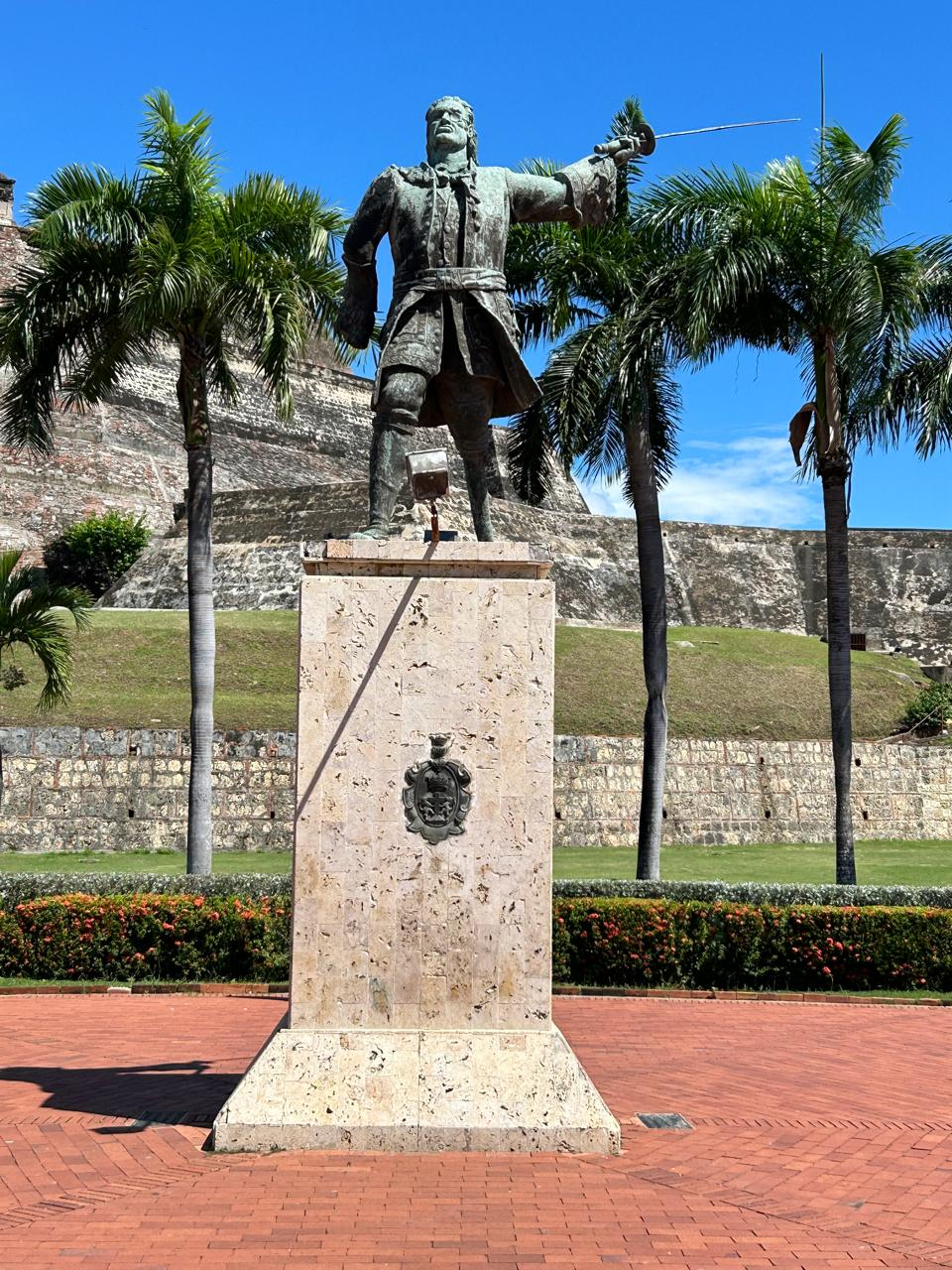
Estatua de Blas de Lezo

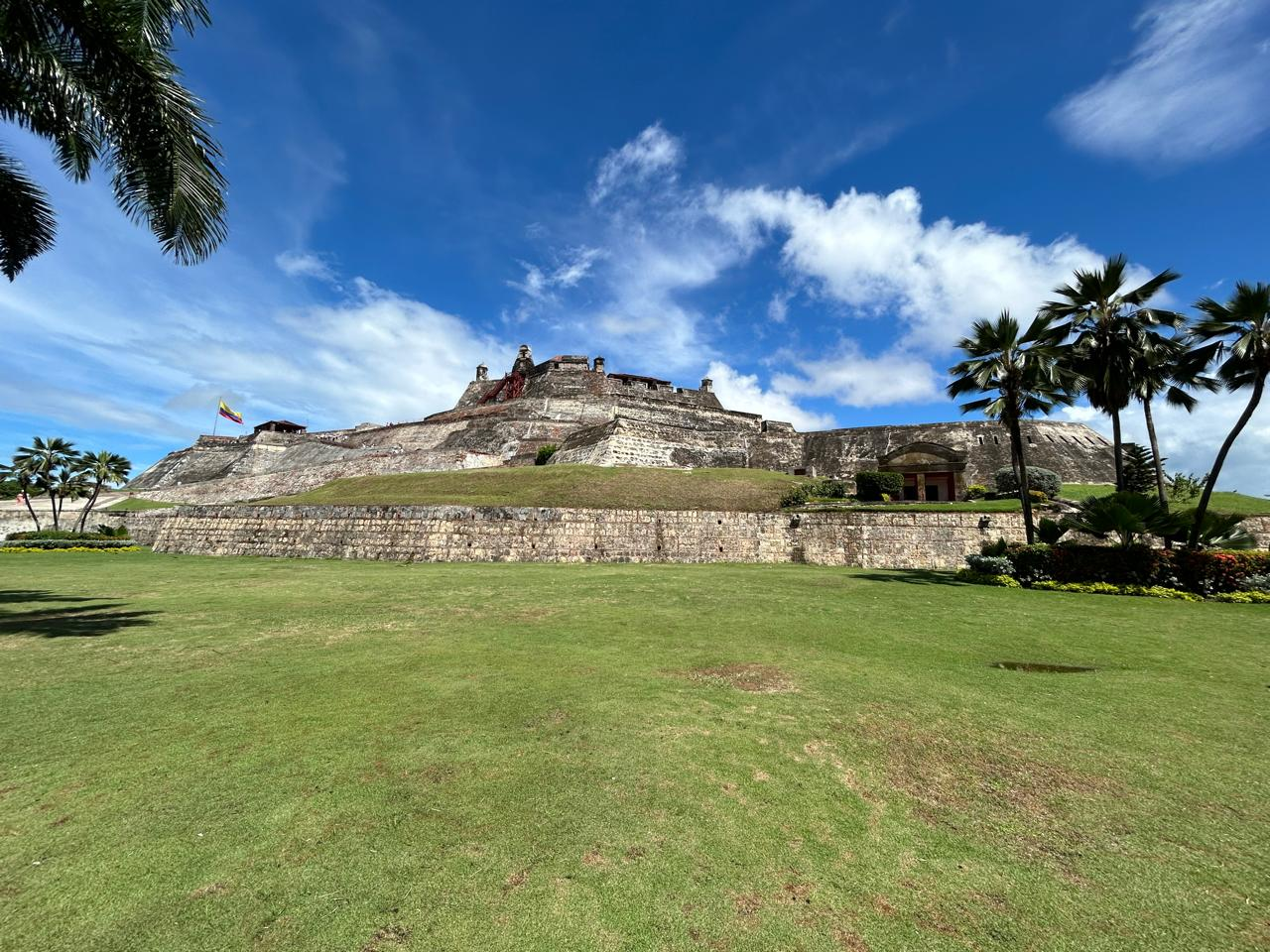
Jardines del castillo de San Felipe

Los jardines exteriores que rodean la fortaleza son otro de sus aspectos distintivos. Gran parte del césped ha revestido diversos sectores y áreas del castillo como las almenas y los paramentos.En estos jardines se encuentra la estatua del almirante español Blas de Lezo, comandante militar y defensor de Cartagena de Indias en 1741. Otro monumento ubicado en los alrededores del castillo es Los zapatos viejos, de gran afluencia de turistas. La escultura, conformada por dos zapatos de bronce, fue construida en 1943 en honor del poeta colombiano Luis Carlos López, y son una alusión a su poema A mi ciudad nativa, que termina con el verso "Más hoy, plena de rancio desaliño,/bien puedes inspirar ese cariño/que uno les tiene a sus zapatos viejos".Un poco más lejos, en dirección al centro histórico, se encuentra la estatua de la India Catalina, obra del escultor español Eladio Gil Zambrana.

## Estado

### Conservación
A pesar de haber sido construido hace casi cinco siglos, el castillo sigue en pie y ha pasado por una serie de restauraciones a lo largo del tiempo. Por medio de la sociedad de mejoras públicas se ha logrado el mantenimiento oportuno en varios sectores del fortín. Varios de los sillares que conforman el castillo han sido restaurados debido al deterioro, así como también algunos canales de desagüe y la consolidación de diversas almenas. Otra de las obras desarrolladas ha sido la restauración oportuna de varias grietas localizadas en las garitas y de otros trabajos de cimentación en los suelos de estas estructuras. Mientras que los espacios de las juntas se han rellenado con argamasa, un material que contiene arena, agua y óxido de calcio. Varias zonas donde se encuentran ubicados los parapetos también se consolidaron y gran parte de las paredes se reforzaron con pañetes debido a las imperfecciones producidas por la erosión y sedimentación eólica. De la misma manera que los aljibes, y las galerías se les ha realizado las labores de restauración. Finalmente a los puentes peatonales se le reemplazó gran parte de las barandillas que sirven de protección y se implementó un complejo sistema de iluminación nocturna, tanto en la parte exterior como interior del castillo. La sociedad de mejoras públicas de Cartagena es la entidad encargada de velar por la conservación de todos los monumentos importantes en la ciudad. A comienzos de la década de 1920, el gobierno de Colombia otorgó a la sociedad de mejoras públicas el derecho de velar y conservar todas estas reliquias históricas, por medio de la ley 32 de 1924. Una vez establecido el decreto, la sociedad emprendió labores en 1928, donde restauró no solo el castillo San Felipe, sino también otras edificaciones como el Fuerte San Fernando de Bocachica y San José. Desde entonces se han realizado importantes restauraciones interna y externamente, una de ellas fue la construcción de un centro audiovisual y cultural donde se muestran diversas obras literarias y películas.

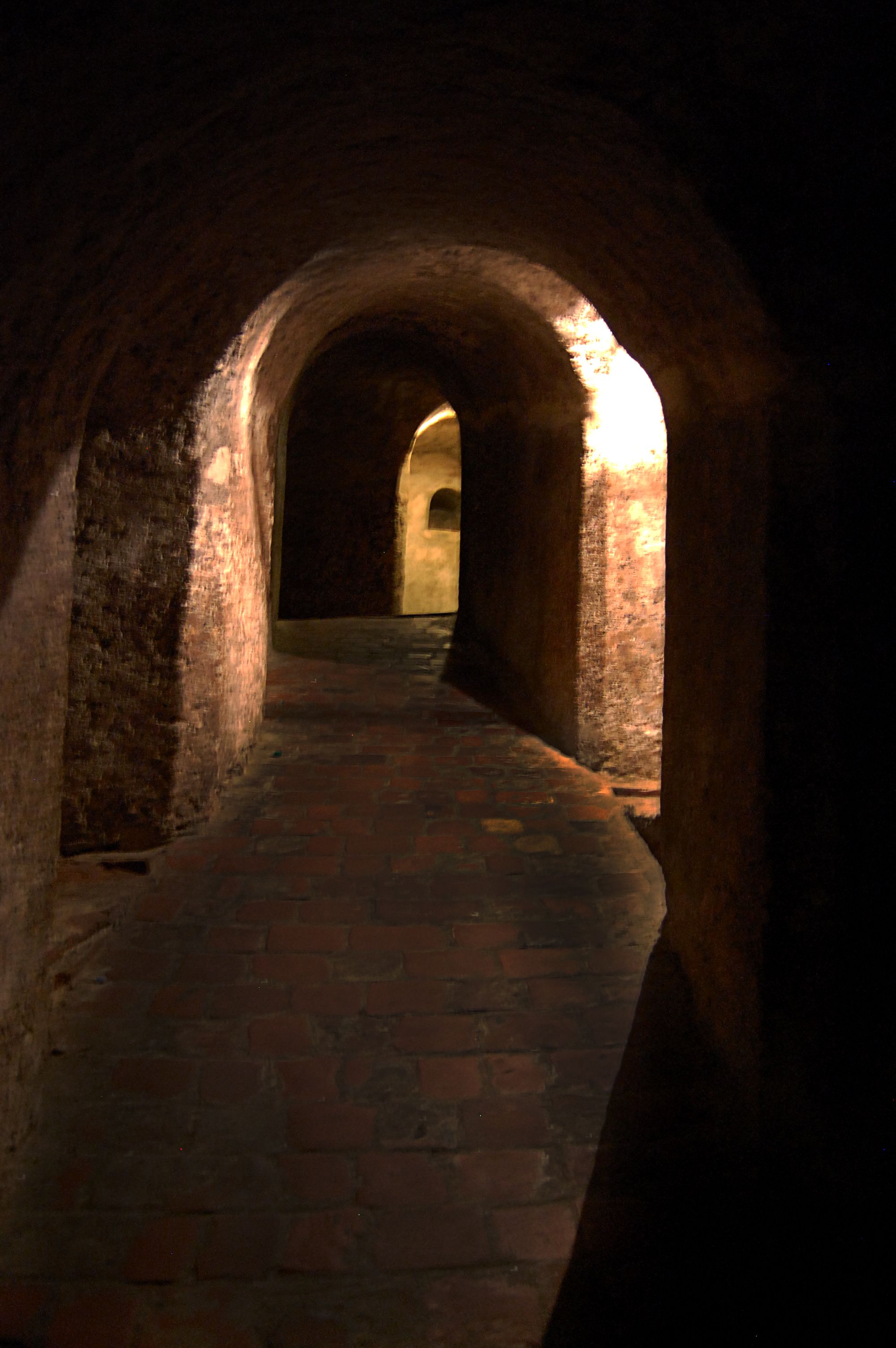
Túnel interior del castillo.

A mediado de los años 1990, se realizaron algunas labores para darle un mejor aspecto a la parte exterior del fortín. El Instituto Nacional de Vías (INVIAS) fue el organismo que respaldó económicamente el proyecto de restauración que presentó en aquel entonces un costo estimado de 350 000 000 de pesos colombianos. Los trabajos culminaron en el mes de mayo de 1996 y posteriormente se remodelaron otros sitios históricos y culturales en el «corralito de piedra». En 2010, el castillo fue motivo de otra renovación por valor de 111 000 000 de pesos colombianos; se realizó la construcción de una aula virtual dotado de equipos y material multimedia, con la finalidad de mostrar toda la historia y las anécdotas no solo de la ciudad amurallada, sino también del propio monumento. A mediados de mayo de 2011, la fortificación sufrió algunas remodelaciones justo en el «pie del cerro» (una esquina del castillo). Se construyó un muro de contención de concreto armado con poliestireno expandido de cuarenta metros de longitud. La razón principal para la construcción del muro fue la reducción de las ondas producidas por el Sistema Integrado de Transporte Masivo que tiene por ruta la avenida Pedro de Heredia. La obra presentó una duración de quince dados y fue necesaria su construcción para evitar el deterioro de los cimientos de la estructura, por lo que uno de los funcionarios de la empresa Transcaribe indicó: «la construcción del muro pantalla en la zona de las cimentaciones del castillo de San Felipe de Barajas garantiza el amortiguamiento del 100% de las ondas y por tanto es la solución óptima para evitar los posibles efectos negativos que pudiesen generarse con el tiempo».
Uno de los hechos distintivos del castillo es la implementación de un sistema tecnológico llamado TGS (Tour Guide Systems), con este sistema se busca que todos los turistas, tanto nacionales como internacionales, puedan conocer en detalle la historia y la riqueza cultural de este patrimonio del estado; la guía consta de seis idiomas: español, inglés, francés, italiano, alemán y portugués. El sistema ya se empleó en otros monumentos de la ciudad.

### Reconocimientos
- El castillo de San Felipe de Barajas fue reconocido por tercer año consecutivo (2015, 2016 y 2017) con el Certificado de Excelencia que otorga el sitio web de viajes TripAdvisor, que basa esta distinción en las calificaciones y opiniones registradas por visitantes de todo el mundo.  [27]
- Adicionalmente, el castillo de San Felipe de Barajas fue reconocido por segundo año consecutivo en los Travelers’ Choice con el primer puesto en la lista de “Los 10 lugares de interés más populares: Colombia”, mientras que en América del Sur, alcanzó el puesto nueve, con lo que mejora el puesto 18 obtenido en 2016, en la lista de “Los 25 lugares de interés más populares: América del Sur”.[28]

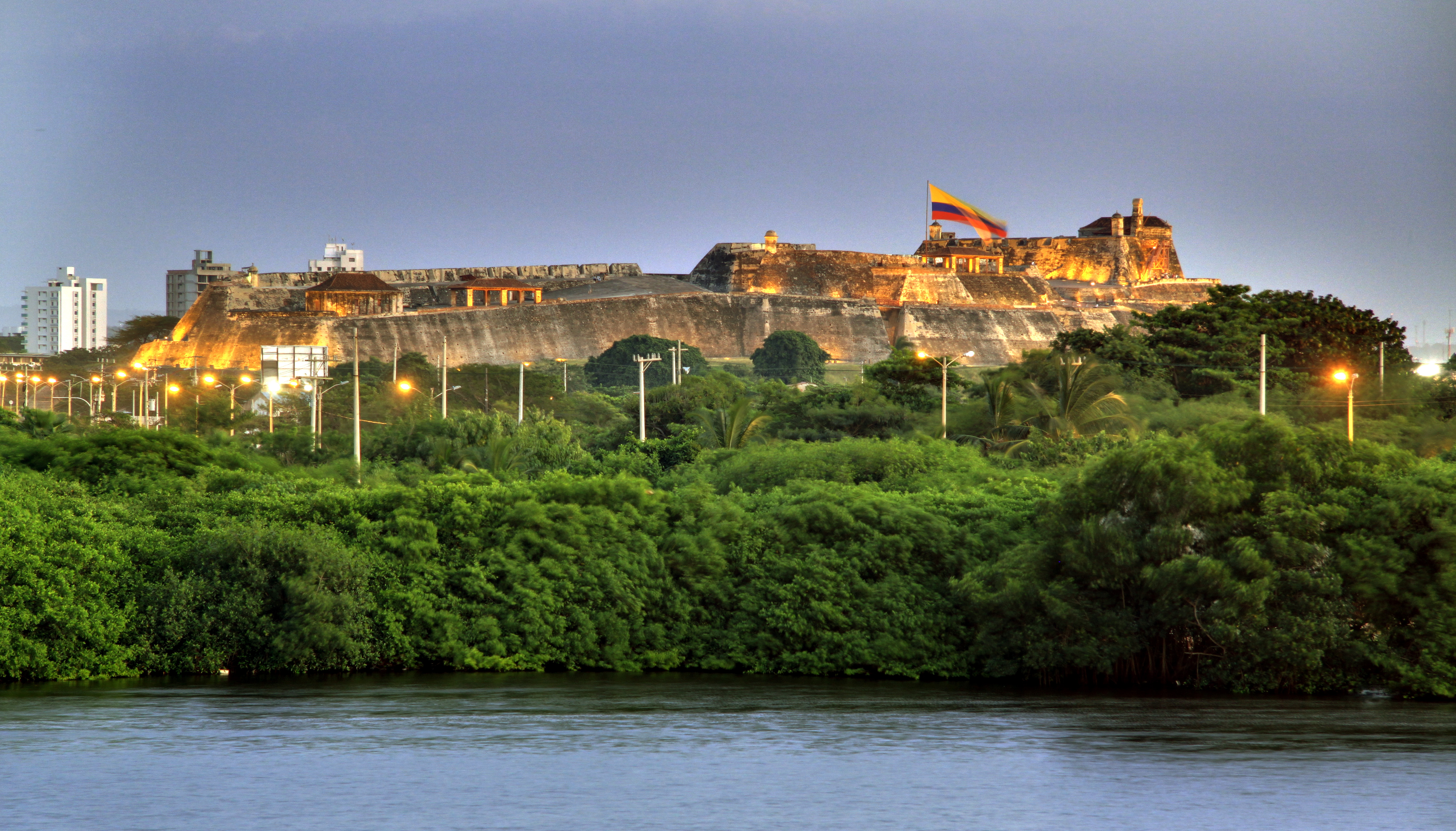
El castillo de San Felipe de Barajas es Patrimonio Cultural de Colombia.

- En 1984, la Unesco incluyó el centro histórico de la ciudad de Cartagena de Indias, el conjunto de sus fortificaciones y el castillo de San Felipe de Barajas dentro de la lista de Patrimonio de la Humanidad.[2] Según la Unesco, el conjunto de todas sus edificaciones es el «más completo de toda Sudamérica», una obra «sobresaliente» y uno de los «más completos». La arquitectura militar de sus edificaciones también le ha valido para ser considerada una de las siete maravillas de Colombia, distinción otorgada luego de una encuesta realizada por el periódico colombiano El Tiempo.[29] En 2007, el diario de noticias realizó una serie de encuestas para determinar cuales eran las estructuras más importantes y representativas de Colombia. Finalmente, el complejo arquitectónico de las murallas de Cartagena ocupó el cuarto lugar y fue seleccionado como una de las siete maravillas de Colombia; obtuvo un total de 4389 votos, de 8421 lectores.[29] La Catedral de Sal en Zipaquirá, el Santuario de Las Lajas en Ipiales, y el Parque arqueológico de San Agustín en el departamento del Huila fueron los monumentos que ocuparon las primeras posiciones.[29] El Ministerio de las Culturas, las Artes y los Saberes también conserva una lista extensa de todas las estructuras, lugares y manifestaciones culturales que se consideran importantes y representativas. El castillo fue declarado «patrimonio material de la nación», luego de una certificación administrativa publicada en 1995 y amparada bajo el decreto 1911.[3][30]
- Debido a la importancia cultural que representa, el castillo ha sido el escenario principal de grandes eventos sociales y culturales ofrecidos por el gobierno de Colombia, en honor de delegaciones extranjeras en el marco de cumbres presidenciales y reuniones ministeriales como la Cumbre del Movimiento de Países No Alineados en 1995, la cumbre del Grupo de Río en 2000,[31] y la VI Cumbre de las Américas en 2012. Esta última se realizó entre el 9 y el 15 de abril con la participación de importantes mandatarios y ministros de todo el continente americano. En el castillo se realizó una cena de bienvenida a los diferentes jefes de Estado, cancilleres, asistentes al evento y otras personalidades y celebridades como la artista Shakira, invitada de honor.[32][33]

## Galería

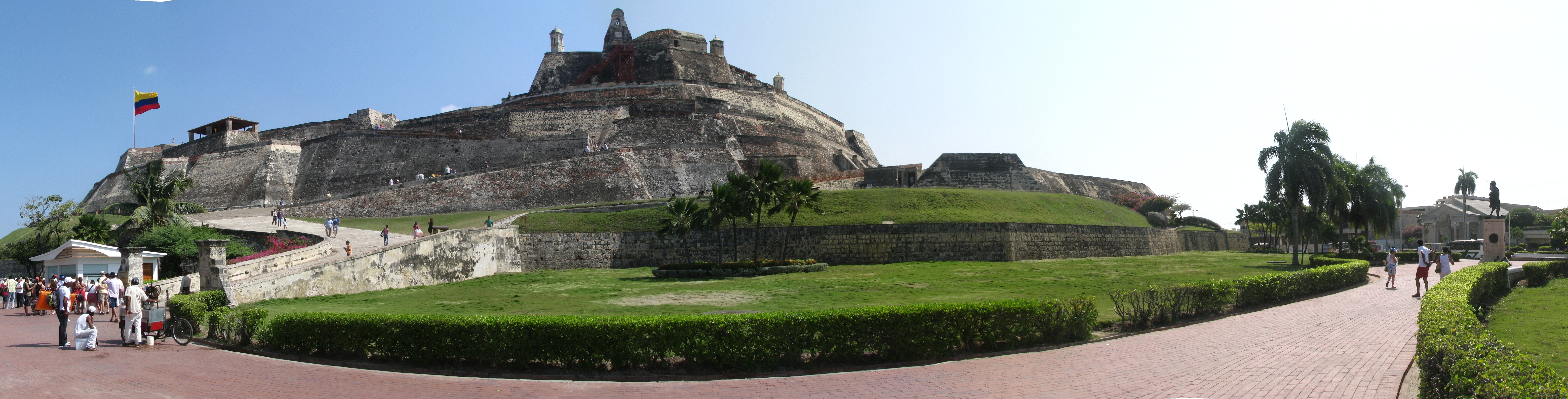
Panorámica del castillo de San Felipe de Barajas.